# Red descentralizada 42 (Dn42)
Red descentralizada 42 (también conocida por siglas en inglés como Dn42) es una red descentralizada peer-a-peer, la red se construyó utilizando VPNs y hardware/software de Routers BGP.
Mientras otras darknets intentan establecer anonimato para sus participantes, Dn42 no pretende ese objetivo. Es una red para explorar tecnologías de encaminamiento utilizadas en el Internet e intenta establecer conexión directa no-NAT-entre los participantes.
Dn42 no es una red en malla. Utiliza principalmente túneles en lugar de enlaces físicos entre las redes individuales. Cada participante está conectado a uno o más participantes. Sobre la VPN o los enlaces físicos, el protocolo BGP es utilizado como encaminamiento AS. Mientras que OSPF es el protocolo más utilizado generalmente como encaminamiento AS, cada participante es libre de escoger otro IGP para su AS.

## Instalación técnica

### Espacio de dirección
El Espacio de dirección de la red IPv4 consta de direcciones IP privadas y subredes: 172.20.0.0/14 es la principal subred. Otro rango de direcciones privadas también pueden ser anunciadas por medio de dn42, cuando la red está interconectada con otros proyectos similares. Más notablemente, ChaosVPN que utiliza 172.31.0.0/16, partes de 10.0.0.0/8  y ICVPN usos 10.0.0.0/8.
Para IPv6, dirección local única (ULA, el IPv6 equivalente de direcciones privadas entre rangos) es utilizada. Mientras algunos participantes también anuncian direcciones de rutas globales estos anuncios son sólo aceptados por un subconjunto pequeño de dn42.

### Números AS
Para utilizar BGP, incluso en un entorno privado, los Números de Sistema Autónomo son necesarios. Dn42 utiliza varios rangos de números AS privados o reservados, incluyendo 64512 a 64855 y 76100 a 76199. Desde junio de 2014, Dn42 ahora está utilizando un nuevo rango privado, 4242420000 a 4242429999, parte de la gama privada más grande definida por el RFC 6996.

### Routers BGP
Mientras los participantes utilizan routers, los participantes utilizan servidores de propósito general o máquinas virtuales para bajar su coste. El protocolo BGP es el más utilizado para la implementación en Dn42, es utilizada con BIRD y Quagga, pero algunos participantes hacen uso de OpenBGPD, XORP, la implementación de JunOS o Cisco IOS.